# Nubische specht
De Nubische specht (Campethera nubica) is een vogel uit het geslacht Campethera van de familie spechten (Picidae).

## Verspreiding en leefgebied
Deze soort komt voor in oostelijk en noordoostelijk Afrika en telt twee ondersoorten:
- C. n. nubica: van Soedan en Ethiopië tot noordoostelijk Congo-Kinshasa, zuidwestelijk Tanzania en Kenia.
- C. n. pallida: zuidelijk Somalië en de kusten van Kenia.

## Status
De grootte van de populatie is niet gekwantificeerd maar de soort wordt omschreven als wijdverspreid en algemeen tot tamelijk algemeen. Op de Rode lijst van de IUCN heeft deze soort de status niet bedreigd.